# Apéri
Apéri, en grec moderne : Απέρι, est un village de l'île de Kárpathos, en Égée-Méridionale, Grèce.
Ioannis Thémistoklis Nissirios en a été le maire de 1995 à 1998 et à également été le président du conseil municipal du district d'Apéri de la municipalité kapodistrienne de Karpathos de 1999 à 2002.
Selon le recensement de 2011, la population du village s'élève à 353 habitants.